# Hanffaser

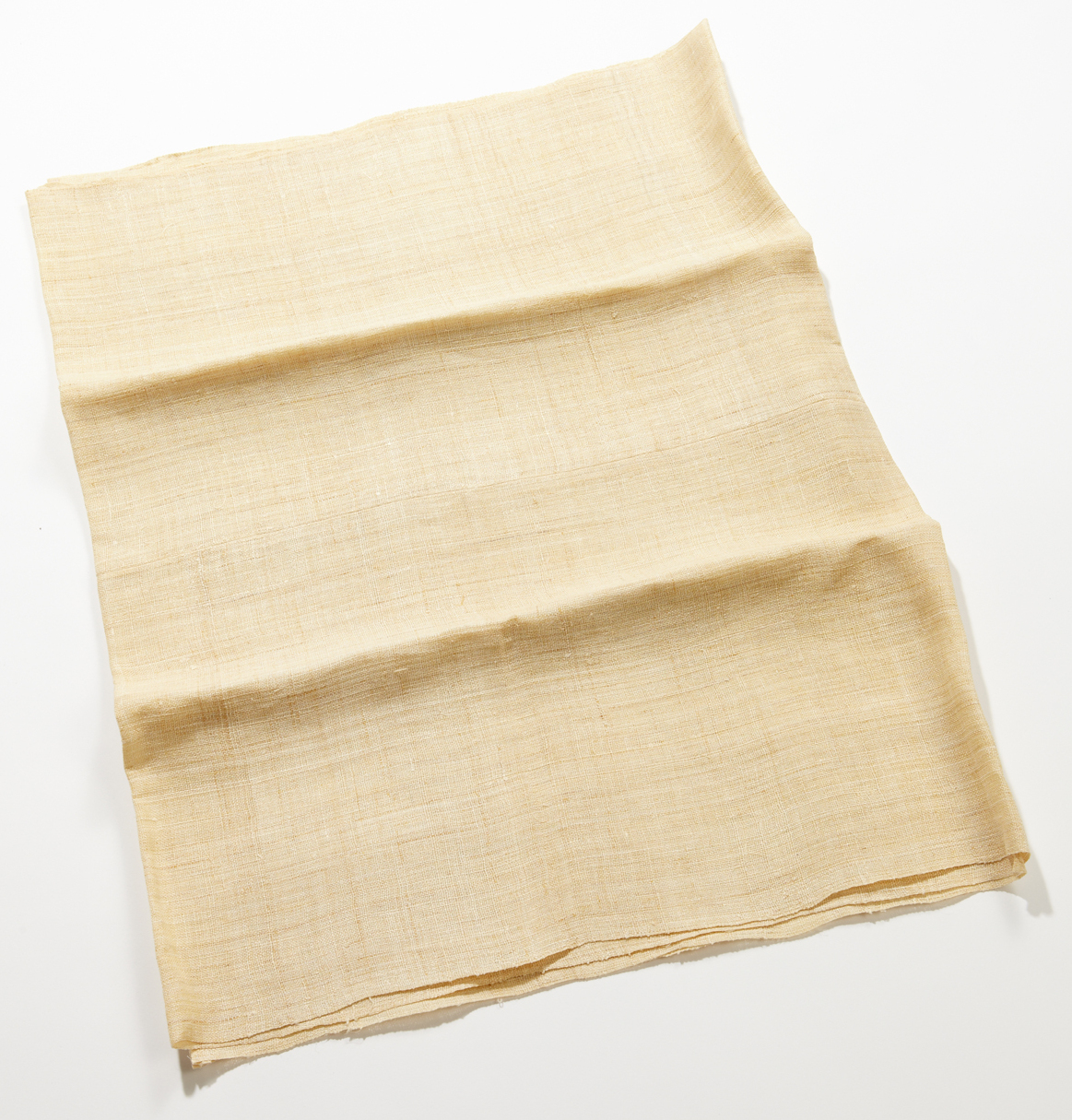
Gewebe aus Hanffaser

Hanffasern (HA) sind Fasern aus dem Bast des Stängels der Hanfpflanze. Gegenwärtig sind zur Fasergewinnung laut EU nur Hanfsorten mit einem THC (Tetrahydrocannabinol)-Gehalt von weniger als 0,2 % zugelassen. Die Fasern der Nutzhanfsorten werden als Faserwerkstoff für unterschiedliche Anwendungen genutzt. Die ältesten Nachweise für eine Verwendung der Hanffasern reichen dabei bis ca. 2800 v. Chr. zurück. Aufgrund ihrer Eigenschaften, vor allem der Festigkeit, wurden sie zur Herstellung von Segeltuch, Tauen und Seilen bis weit in das 20. Jahrhundert genutzt. Heute finden sie außerdem Verwendung in Textilien, Zellstoffen, Papieren sowie naturfaserverstärkten Kunststoffen. Gewebe aus Hanffasern in Leinwandbindung wird auch als „Hanfleinen“ bezeichnet, nicht zu verwechseln mit Hanfleinen (Schnur, Seil).

## Faseraufbau, Inhaltsstoffe und Eigenschaften

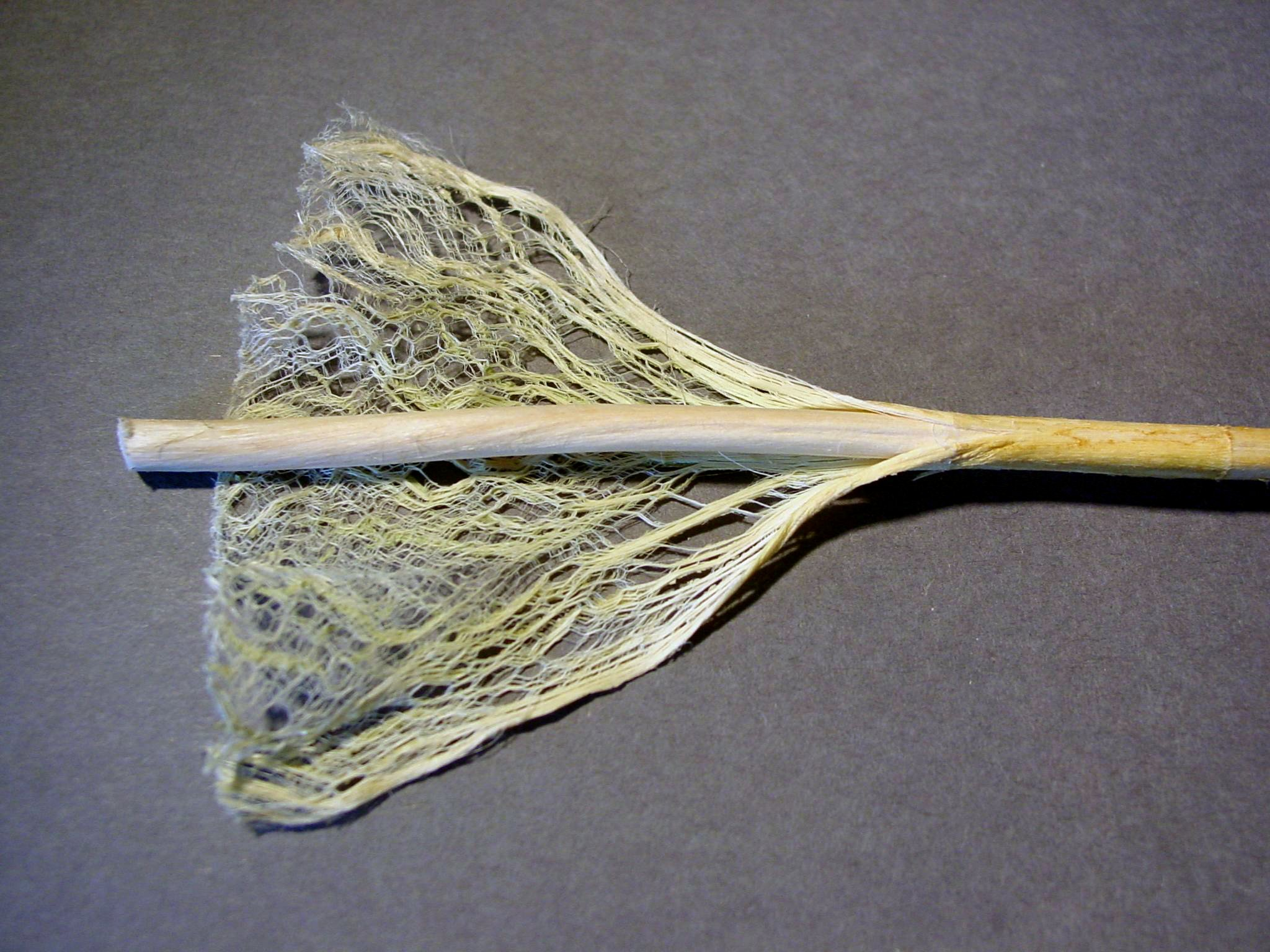
Hanfstängel mit Fasern und holzigem Innenbereich

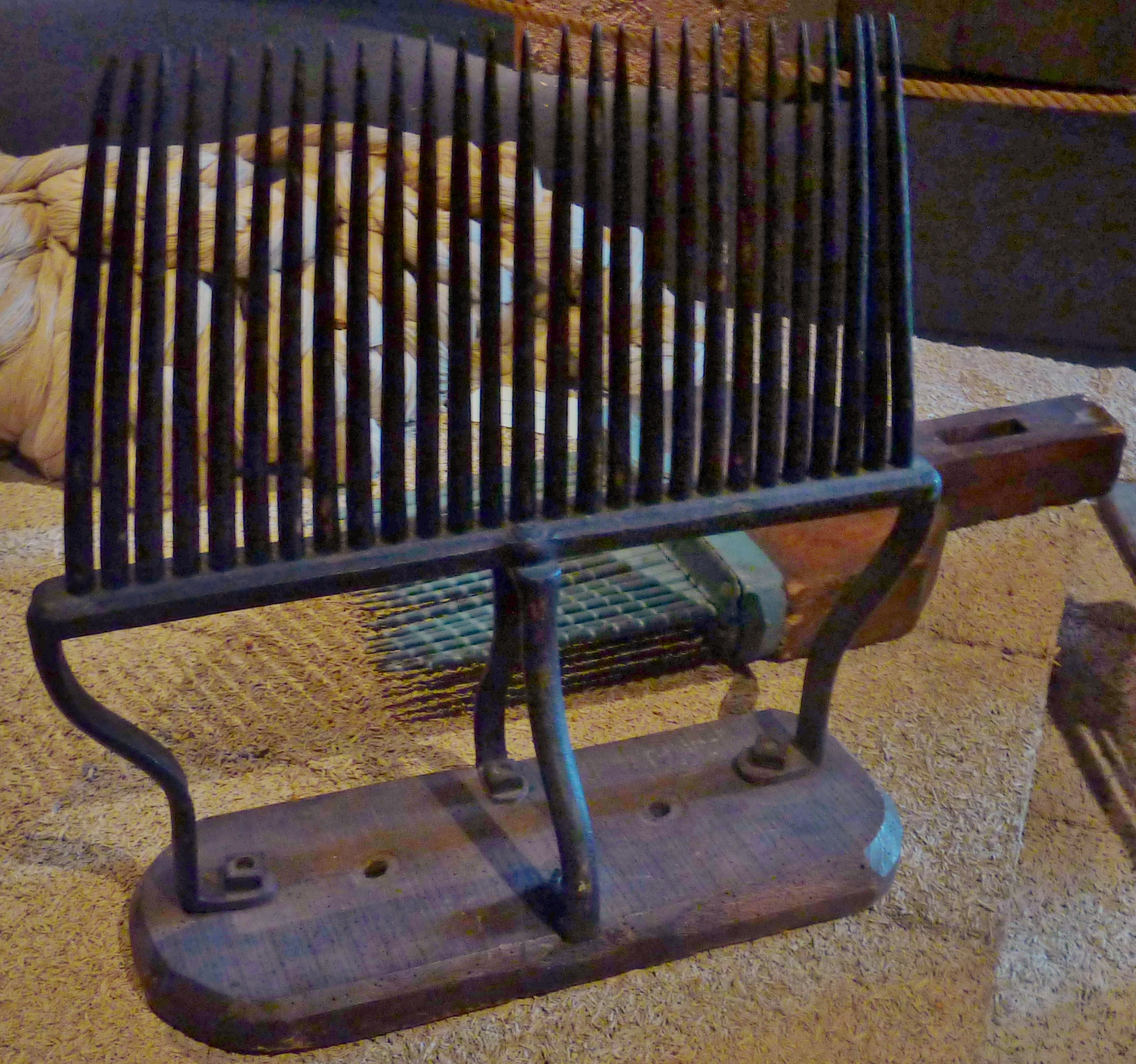
Hanfkamm

Hanffasern bilden die äußere Schicht des Stängels und sind in mehreren Lagen und als Faserbündel parallel zur Stängelachse sowie ringförmig im Phloem angeordnet. Sie bestehen aus langen übereinander und nebeneinander angeordneten Bastfaserzellen (Elementarfasern). Die Bündel bestehen aus 2 bis 40 Zelleinheiten, die als Primärfasern bezeichnet werden. Dabei sind die Fasern in den inneren Bündeln im Regelfall kürzer und feiner als die der äußeren Faserbündel. Die Einzelzellen haben einen Durchmesser von 10 bis 50 Mikrometer und Längen von 5 bis 55 Millimeter mit einem Durchschnitt von etwa 25 Millimeter. Sie sind durch Pektinsubstanzen mehr oder weniger stark verbunden, wodurch ein Faserbündel eine Gesamtlänge von einem bis drei Meter erreichen kann.
In ihrer Fasermorphologie und -qualität unterscheiden sich männliche und weibliche Hanfpflanzen. Die weiblichen Pflanzen haben eine längere Vegetationszeit und bilden dickere und festere Faserzellen, während der Anteil der Primärfasern in den männlichen Pflanzen höher ist. Entsprechend sind die Fasern der männlichen Hanfpflanzen feiner und können zu feineren Stoffen verwebt werden. Die der weiblichen Pflanzen sind dagegen deutlich fester und können eher für grobere Gewebe und Seile verwendet werden. Heute werden Fasern beider Geschlechter für eine mittlere Faserqualität gemeinsam verarbeitet.
| Inhaltsstoff              | Prozent |
| ------------------------- | ------- |
| Cellulose                 | 75,0    |
| Hygroskopisches Wasser    | 10,0    |
| Pektine, Lignin           | 9,5     |
| Mineralische Substanz     | 0,8     |
| Pflanzenöle und -wachse   | 0,6     |
| Wasserlösliche Substanzen | 2,1     |
| Andere Bestandteile       | 2,0     |

Im weiteren Wachstum der Pflanze bilden sich vor allem im unteren Stängelbereich Sekundärfasern, welche die Stabilität des Stängels erhöhen und mit durchschnittlich zwei Millimetern Länge deutlich kürzer als die Primärfasern sind. Moderne Nutzhanfsorten enthalten zwischen 30 und 40 % Faseranteile, wodurch Erträge von 1,5 bis 2 Tonnen pro Hektar Anbaufläche erreicht werden.
Je nach Reifezustand der Pflanze bestehen die Fasern aus 60–70 % Cellulose und 10–20 % Hemicellulosen. Diese Anteile können durch Ernteverfahren und spätere Produktionsschritte wie das Rösten und den Faseraufschluss bis zum Endprodukt variieren. Weitere Substanzen der Fasern sind Pektine, Lignin (2 bis 5 %), Mineralien, Fette und Wachse. Dabei enthält die Faser mehr Lignin als eine Flachsfaser und entsprechend weniger Cellulose. Sie ist vergleichsweise unempfindlich gegen Chemikalien: Gegen Basen ist sie vollständig unempfindlich und nur starke Säuren können die Faser beschädigen.
Die mechanischen Eigenschaften der Hanffaser können je nach Ausgangsmaterial wie bei allen Naturprodukten relativ stark variieren und nur als Durchschnittswerte angegeben werden. Die Bruchfestigkeit der Hanffaser ist mit 23 % ein wenig höher als die der vergleichbaren Flachsfaser und die spezifische Reißfestigkeit beträgt etwa 30 Reißkilometer. Die Dehnbarkeit liegt dagegen nur bei zwei bis drei Prozent und die Flexibilität ist abhängig von Bündelaufbau und der Feinheit der Fasern. In Garnen werden Festigkeit und Flexibilität erhöht, indem man Hanf- und Flachsfasern gemeinsam verspinnt und so die Eigenschaften beider Fasern nutzt. Die Wasseraufnahmefähigkeit der Hanffaser liegt bei etwa 8 % des Eigengewichtes, ohne dass Wasser austritt und sich das Material nass anfühlt; dieser Eigenschaft verdankte Hanf vor allem seine Bedeutung als Material für Seile, Taue, Netze und Segeltuch in der Schifffahrt. Auch ist es als Sommer- und Winterbekleidung sehr gut geeignet.

## Faseraufschluss

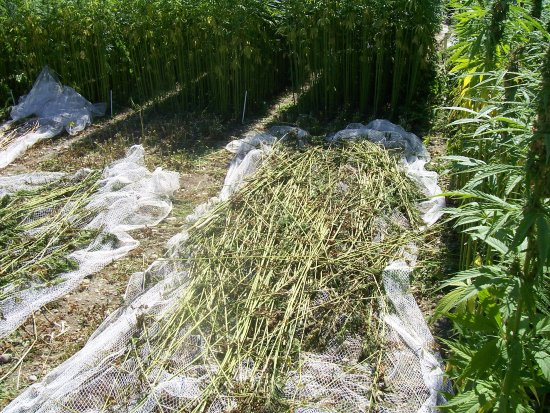
Hanfernte

Die Hanfernte zur Fasergewinnung erfolgt im Regelfall zur Blütezeit der männlichen Pflanzen. Die Hanffasern werden durch Brechen und Walzen der Stängel vom Rest der Pflanze getrennt, dieser Prozess wird als Faseraufschluss bezeichnet. Dabei wird das Hanfstroh in Fasern und Schäben getrennt. Je nach Länge der so gewonnenen Fasern unterscheidet man zwischen dem Langfaseraufschluss und der Kurzfaser- und Gesamtfaserlinie. Bei der Herstellung von Langfasern handelt es sich um das aufwändigere traditionelle Aufschlussverfahren, während die Kurzfaserlinie vor allem aufgrund des Verzichts auf die Wasserröste und die Parallellage des Strohs sowie durch die weitgehende Automatisierung die kostengünstigere Alternative zur Gewinnung von Fasern für technische Anwendungen ist.

### Langfaseraufschluss
Der traditionelle Langfaseraufschluss wird heute nur selten und vor allem in Osteuropa, in China und Indien betrieben. Das Hanfstroh wird dabei nach der Ernte zur Fasergewinnung parallel ausgelegt (Längsfaser) und getrocknet. Der Trocknung folgt eine Wasserröste und eine erneute Trocknung auf dem Feld. Das immer noch parallel liegende Stroh wird anschließend gebrochen und über das Schwingen und Hecheln des Strohs werden die Langfasern gewonnen, die als spinnbare Fasern eine Länge von 150 Millimeter bis 1500 Millimeter haben sollten. Als Nebenprodukte der Langfasern fallen Schäben aus dem gebrochenen Holzkern sowie Werg und Superkurzfasern bzw. Staub an.
Die Langfaseraufbereitung verursacht hohe Kosten über die gesamte Wertkette. Vor allem der hohe Arbeitsaufwand und der teure Maschineneinsatz machen diese Aufbereitung in Ländern mit hohen Personalkosten unrentabel. Hinzu kommen die ökologische Belastung durch die Wasserröste und die sehr hohe Ausfallrate der Fasern.

### Kurzfaser- und Gesamtfaserlinie
Kurzfasern werden in modernen Aufschlussanlagen produziert und für die technische Nutzung optimiert. Als Vorbehandlung für den Faseraufschluss der Kurzfaser- und Gesamtfaserlinie wird das Hanfstroh auf dem Feld gekürzt und geröstet und danach in Rund- und Quaderballen gepresst; eine Wasserröste wie bei der traditionellen Langfaseraufbereitung entfällt. Die Ballen werden in Wirrlage (Wirrfaser) einer Faseraufschlussanlage zugeführt und geöffnet. Das Stroh wird anschließend in den aus unterschiedlich großen Zahnwalzen bestehenden Brecheinheiten gebrochen, um eine Trennung von Fasern und Holzkern zu ermöglichen. In mehreren Schritten werden die Holzbestandteile als Schäben von den Fasern getrennt, wobei das teilentholzte Stroh durch Voröffner, Reiniger, Vorauflöser und schließlich Schüttel- und Nadelöffnungseinheiten geführt und damit in kleinere Faserbündel aufgelöst wird. Eine weitere Auflösung und Verfeinerung der Faserbündel zu Einzelfasern erfolgt über weitere Stufenreinigungen, Walzen, Kardiereinrichtungen und Auflöseeinheiten.
Durch die sehr starken mechanischen Beanspruchungen während der Auflösung kommt es zwangsläufig zu Schädigungen der Hanffasern, die je nach Reife- und Röstgrad unterschiedlich stark ausfallen können. Im Durchschnitt liegen die Faserverluste als Superkurzfasern oder Staub bei 20 % bis 25 %. Werg fällt als Nebenprodukt nicht an, da alle Fasern zu Kurzfasern verarbeitet werden.

## Verwendung und Anbau

### Historische Verwendung

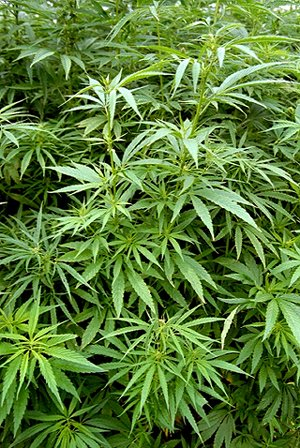
Hanfpflanzen

Die Verwendung von Hanffasern lässt sich über mehrere Jahrtausende zurückverfolgen. Die ältesten Funde stammen aus China um 2800 v. Chr., wo Seile aus Hanffasern erzeugt wurden. Verwendung fand die Pflanze aber wohl schon seit der Yangshao-Kultur im 4. Jahrtausend v. Chr. Seit etwa 900 v. Chr. fand der Hanf auch in Vorderasien und Indien Verbreitung. Das älteste Textilfragment aus Hanffasern stammt aus einem Grab der Zhou-Dynastie (1122–770 v. Chr.), nahe Ankara wurden Hanftextilien aus dem 8. Jahrhundert v. Chr. gefunden. Um 500 v. Chr. ist der Hanfanbau für den Raum zwischen China und dem Kaspischen Meer anzunehmen. In Europa wurde die Hanftextilherstellung ebenfalls durch Grabfunde nachgewiesen; hier stammt das älteste gewebte Fragment aus einem keltischen Grabhügel in der Nähe von Stuttgart aus einer Zeit etwa 500 v. Chr. und ein weiteres mit aufbereiteten Hanffasern aus einer Zeit um das Jahr 570 fand sich nahe Paris. Bis ins 3. Jahrhundert v. Chr. fand Hanf, vor allem in Form von Tauen und ähnlichen Produkten, den Weg bis nach Italien. Für das Spätmittelalter ist eine besondere Konzentration des Hanfanbaus im Baltikum und den angrenzenden Gebieten Russlands, Polen, Norddeutschland und den Niederlanden, der Bretagne und Burgund zu beobachten. Zu dieser Zeit war er neben dem Flachs die wichtigste Industriepflanze. Er wurde auch meist mit Flachs auf kleineren, gartenähnlichen Flächen angebaut. Hanf war jedoch leichter zu verarbeiten als Flachs. Wegen der großen Reißfestigkeit wurden daraus vor allem Segeltuche, Seile und Säcke gefertigt, zu Tuch wurde er hingegen aufgrund der Grobheit nur selten verarbeitet.
Der älteste Nachweis von Papier aus Hanffasern stammt ebenfalls aus China von 140–87 v. Chr. und ist damit der älteste Papierfund Chinas. Hanfpapier wurde etwa ab dem Jahr 105 in China populär, gelangte aber erst im 13. Jahrhundert über den Vorderen Orient nach Europa. In Deutschland wurde es im 14. Jahrhundert erstmals nachgewiesen.

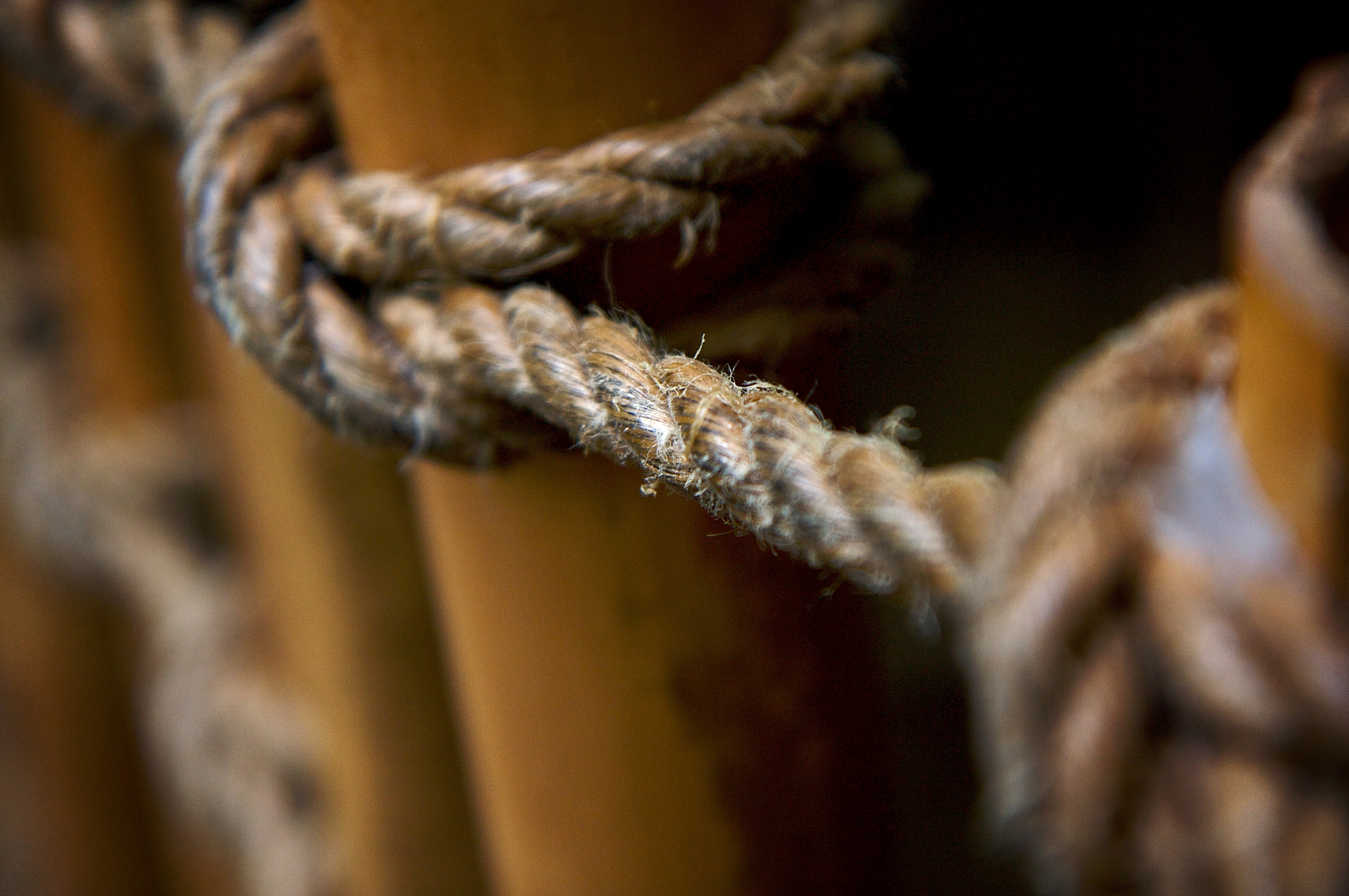
Hanfseil

Den Höhepunkt der Nutzung erfuhren Hanffasern im 17. Jahrhundert, wo sie vor allem zur Produktion von Seilen und Segeltuch für die Schifffahrt verwendet wurden; für ein normales Segelschiff wurden viele Tonnen Hanffasern benötigt und die Materialien wurden durchschnittlich alle zwei Jahre ersetzt. Bis in das 18. Jahrhundert waren zudem Hanffasern neben Flachs, Nessel und Wolle die wichtigsten Rohstoffe für die europäische Textilindustrie, wobei Hanf aufgrund der groberen Faserbündel vor allem zur Herstellung von Ober- und Arbeitskleidung diente. Die Hanfverarbeitung nahm vor der Einführung der Baumwolle und anderer exotischer Fasern wie Jute, Sisal und Ramie eine Schlüsselrolle in der Textilverarbeitung ein.
Vor allem die Entwicklung von Baumwoll-Spinnmaschinen im 19. Jahrhundert sowie die billigen Importe von Baumwolle und Jute vor allem aus Russland und Asien beendeten die Nutzung von Hanf und Flachs als Textilfaser. Zugleich ging auch der Bedarf in der Schifffahrt zurück, da viele Schiffe auf Dampfkraft umgestellt wurden und Segeltuch nicht mehr benötigt wurde. Auch in der Papierherstellung entwickelte sich eine günstigere Alternative durch die Herstellung von Papier aus Holz. Der Hanfanbau ging im 19. Jahrhundert stark zurück und konnte nur durch die Embargos für exotische Fasern während der Weltkriege in Deutschland kurzzeitig wieder an Bedeutung gewinnen. Nach dem Zweiten Weltkrieg wurde Nutzhanf nur noch auf Kleinstflächen angebaut. Zwischen 1982 und 1995 war der Hanfanbau durch das Betäubungsmittelgesetz in Deutschland vollständig verboten, um die illegale Nutzung von Cannabis als Rauschmittel zu unterbinden. Obwohl der in den 1950er und 1960er Jahren gezüchtete Nutzhanf wegen des beinahe vollständig fehlenden THC unbedenklich ist, wurde der Anbau in Deutschland und vielen anderen Ländern verboten. In Frankreich wurden die Nutzhanfsorten für die Herstellung von Zigarettenpapier weiterhin verwendet und auch in mehreren osteuropäischen Ländern wurde Hanf weiterhin in kleinem Maßstab angebaut. Der wichtigste Produzent von Hanffasern wurde in dieser Zeit die Sowjetunion mit 140.000 Hektar Hanfanbaufläche, die sich bis 1990 allerdings bis auf 40.000 Hektar reduzierte. Ebenfalls bedeutend war der Anbau in Rumänien, Polen, Ungarn und im ehemaligen Jugoslawien.
In den 1990er Jahren wurden die Verbote aufgrund des wieder wachsenden Interesses der Landwirtschaft und der Industrie an dem Rohstoff zurückgezogen und 1996 durfte auch in Deutschland wieder Hanf angebaut werden. Heute ist der Anbau von THC-armen Nutzhanfsorten in allen Ländern Europas sowie in Ländern wie Kanada und Australien legalisiert, nur in den USA ist der Anbau weiterhin vollständig untersagt.

### Heutige Verwendung

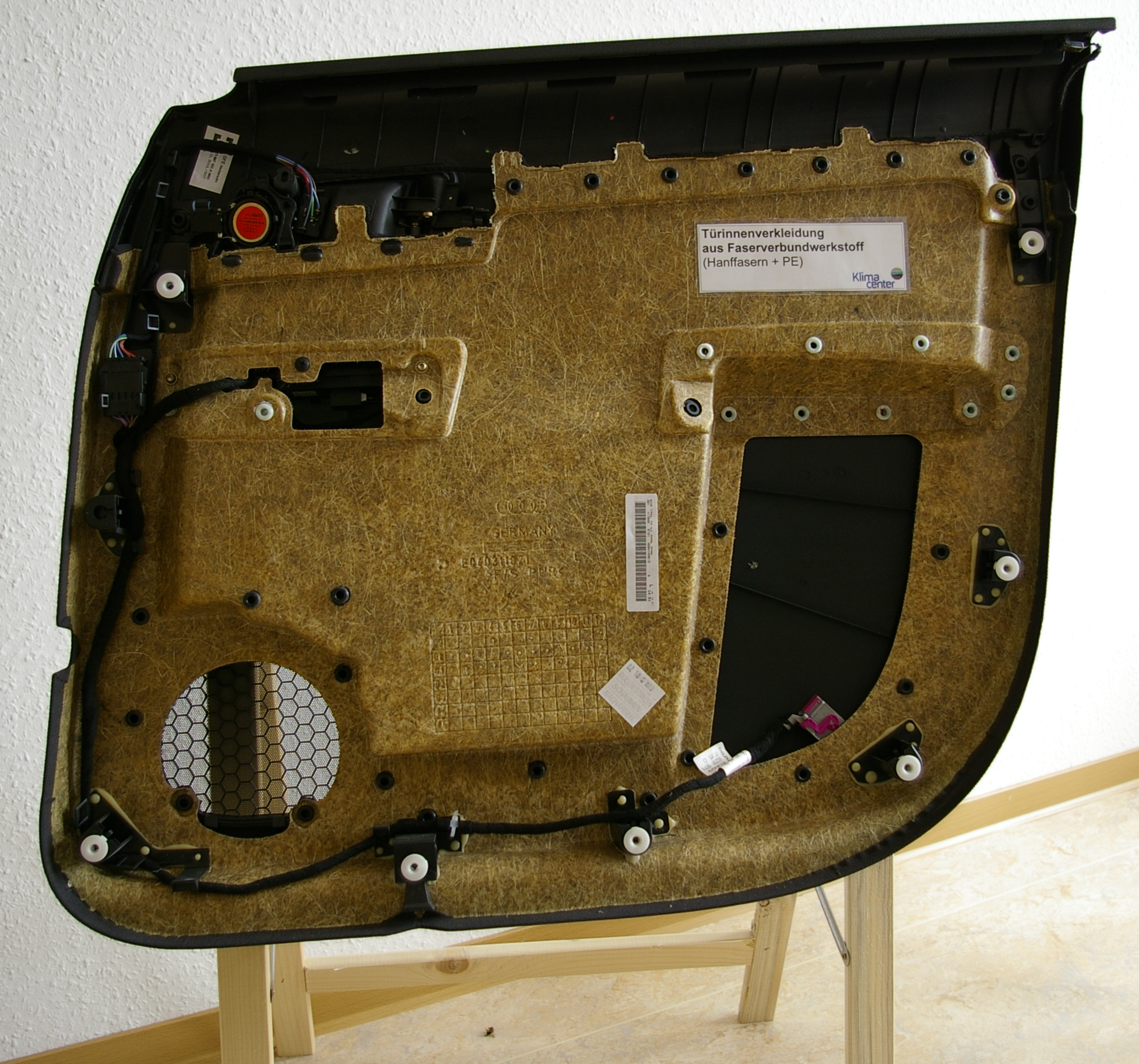
Türinnenverkleidung aus hanffaserverstärktem Kunststoff (Matrix Polyethylen PE)

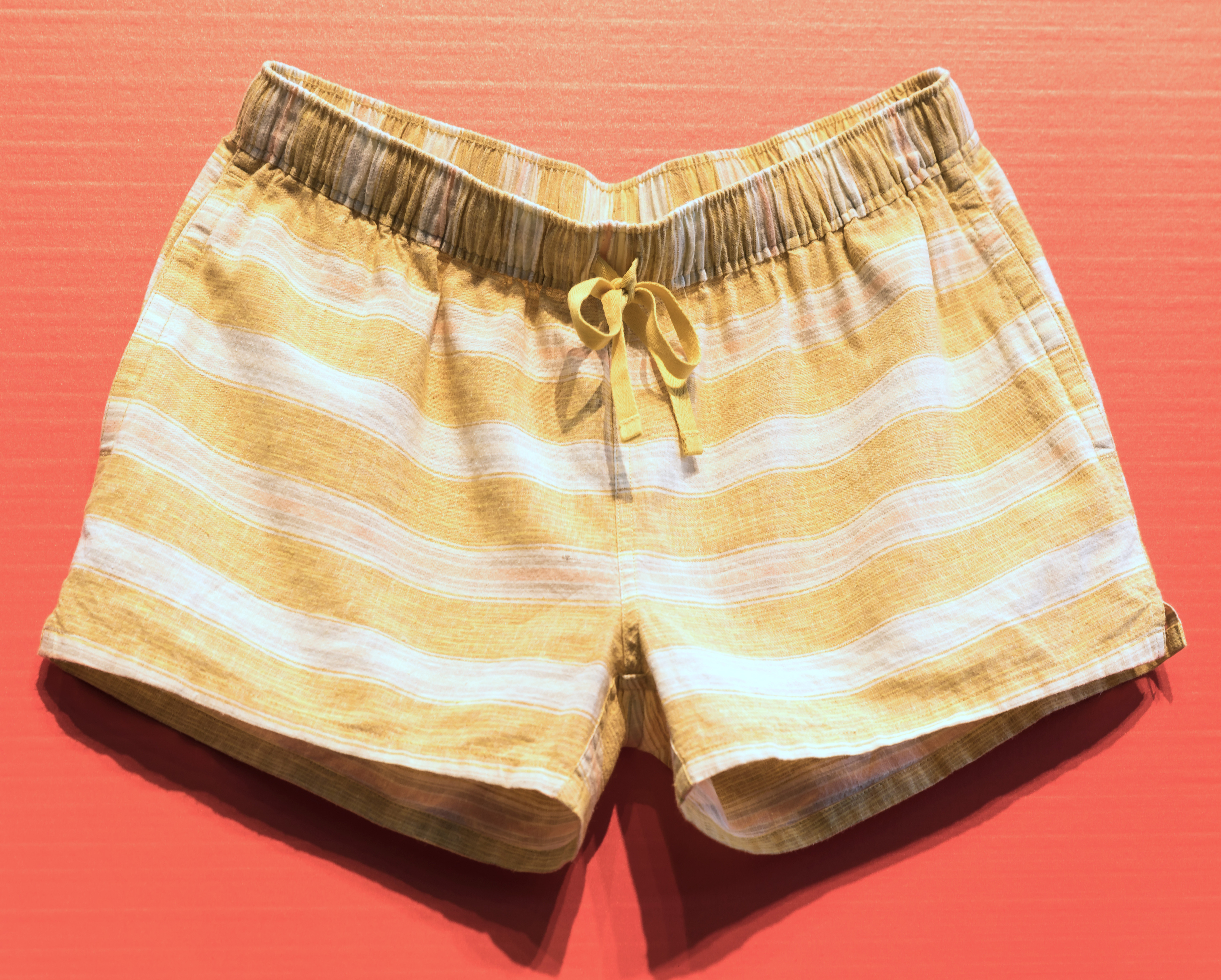
Hose aus Hanffaser

Die weltweiten Anbauflächen für Nutzhanf betragen heute etwa 60.000 bis 100.000 Hektar und schwanken stark von Jahr zu Jahr. Für 2005 wurde die weltweite Anbaufläche auf etwa 115.000 Hektar geschätzt, von denen etwa 80.000 Hektar auf Asien (vor allem China und Nordkorea), 14.000 Hektar auf EU-Länder, 5.700 Hektar auf andere europäische Länder, 10.000 Hektar auf Nordamerika (ausschließlich Kanada), 4.300 Hektar auf Südamerika und 250 Hektar auf Australien entfallen. Die führenden Anbauländer sind China, Russland, Kanada und Frankreich, während in anderen Ländern der Anbau eher gering ist.
In Europa wurde bis Anfang der 1990er Jahre fast ausschließlich in Frankreich Hanf angebaut (etwa 6.000 Hektar) und zur Produktion von Zigarettenpapier genutzt, geringe Exportmengen kamen aus Spanien nach Frankreich. Vor allem auf der Suche nach Alternativen zum stagnierenden und teilweise rückläufigen Lebensmittelanbau auf zunehmenden landwirtschaftlichen Brachen wurde Hanf wie andere nachwachsende Rohstoffe nach dem Wegfall des Anbauverbotes europaweit gefördert, zugleich gewann Hanf als Nutzpflanze zunehmend auch wissenschaftlich und wirtschaftlich Rückhalt, unter anderem durch verschiedene Bucherscheinungen zum Nutzen der Hanfpflanze. Bis 1998 vervierfachte sich der Anbau von Nutzhanf in Europa (ohne Spanien) auf fast 40.000 Hektar. In Spanien wurden von 1997 bis 1999 hohe Anbauzahlen bis zu 20.000 Hektar durch Prämienzahlungen erreicht, der größte Teil der subventionierten Ernte wurde allerdings nicht verarbeitet. Im Jahr 2006 wurden in den Ländern der Europäischen Union auf etwa 14.000 Hektar Nutzhanf angebaut, davon allein 8.000 in Frankreich und jeweils über 1.000 in Deutschland, Großbritannien und Tschechien. Prognosen gehen davon aus, dass sich der Hanfanbau durch die zunehmende Nachfrage nach hanffaserverstärkten Werkstoffen und Dämmmaterial sowie durch die Preissteigerungen bei exotischen Fasern auf etwa 20.000 Hektar europaweit erhöhen wird.
Im Jahr 2019 lag die Anbaufläche für Hanf bei 39 405 ha, wovon 14000 ha auf Frankreich entfielen. In Europa liegt die Produktionsmenge an Fasern bei ca. 152000 t, davon allein 78000 t in Frankreich und 14000 t in den Niederlanden. In Frankreich erreichen die Fasererträge ca. 7700 kg/ha.
Hanflangfasern finden heute fast ausschließlich Verwendung bei der Produktion von Textilien. Sie sind sehr reißfest und eignen sich besonders gut für die Bekleidungsindustrie. Dabei erzielen Hanftextilien bessere Werte für Scheuerbeständigkeit als Baumwolltextilien und haben daher auch eine längere Lebensdauer. Eine klassische Anwendung für das Werg als loses Langfasermaterial ist die Abdichtung beim Verschrauben von Rohrgewinden.
Aufgrund ihrer geringen Verrottungstendenz, gesundheitlichen Unbedenklichkeit und Schädlingsresistenz sind Hanffasern als Dämmstoff, zum Beispiel für den Hausbau, gut geeignet und beliebt. Heute finden Kurzfasern außerdem Verwendung in Zellstoffen, Vliesen, wie etwa Aufzuchtvliesen für Kressesamen, Spezialpapieren sowie naturfaserverstärkten Kunststoffen. Ein Schwerpunkt ist die Verwendung von Hanffasern im Automobilbau, wo sie als Verstärkung für Kunststoffe der Türinnen- und Kofferraumverkleidung genutzt werden. Vor allem die weitere Ausdehnung des Dämmstoffmarktes und die Nutzung von naturfaserverstärkten Kunststoffen auch außerhalb der Automobilindustrie bestimmt aktuell das Wachstum des europäischen Hanfmarktes. So finden sie beispielsweise bei der Produktion von Koffern, Notebookgehäusen und Schleifscheiben Verwendung. Dabei werden diese Kunststoffe heute nicht mehr allein wegen ihrer mechanischen Eigenschaften genutzt, sondern werden auch als Designelemente eingesetzt, wie beispielsweise bei dem im Juli 2008 vorgestellten Eco Elise von Lotus Cars.
Kubische Kanonenschläge werden mit Hanfspagat bandagiert.

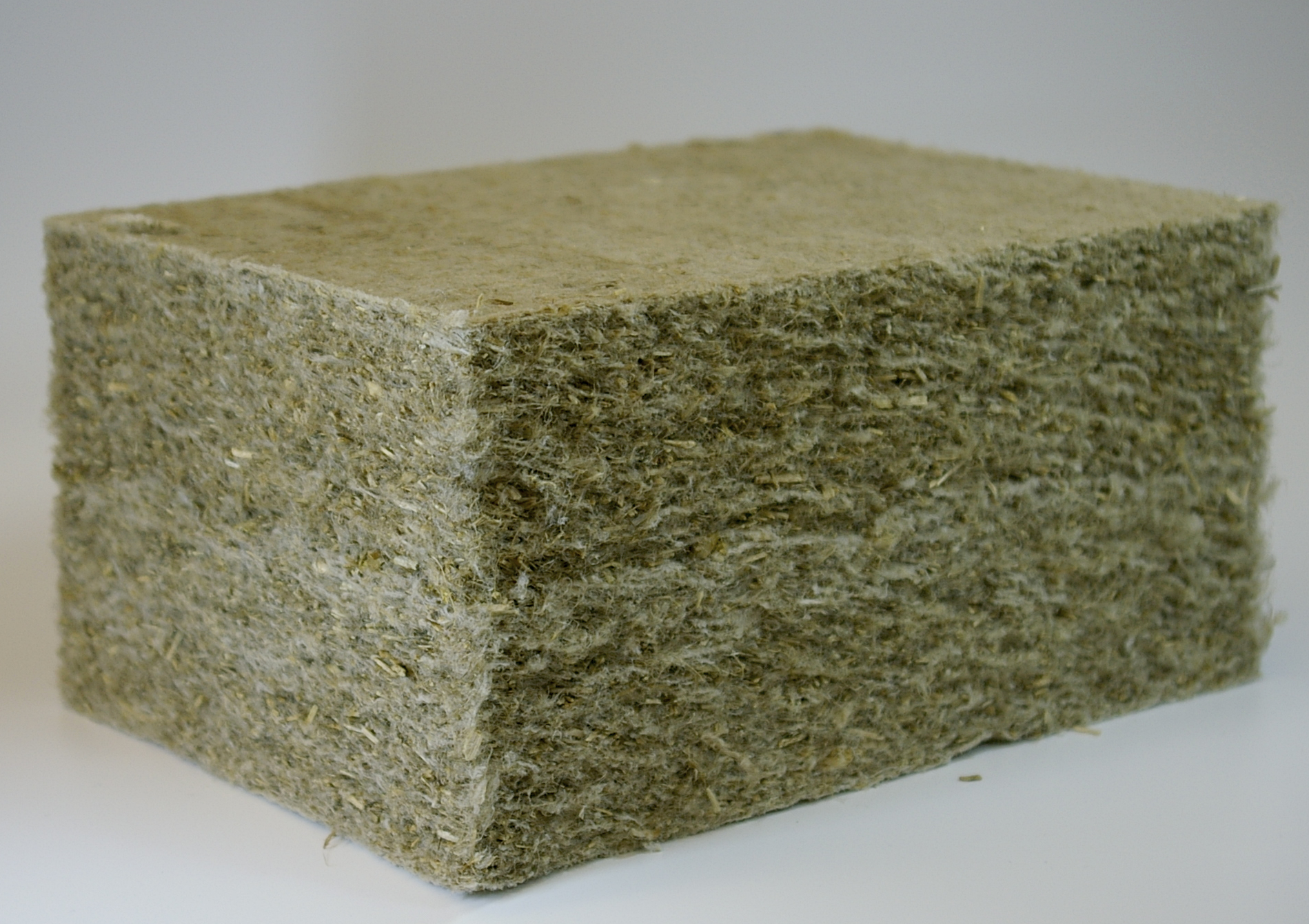
Dämmstoffblock aus Hanffasern
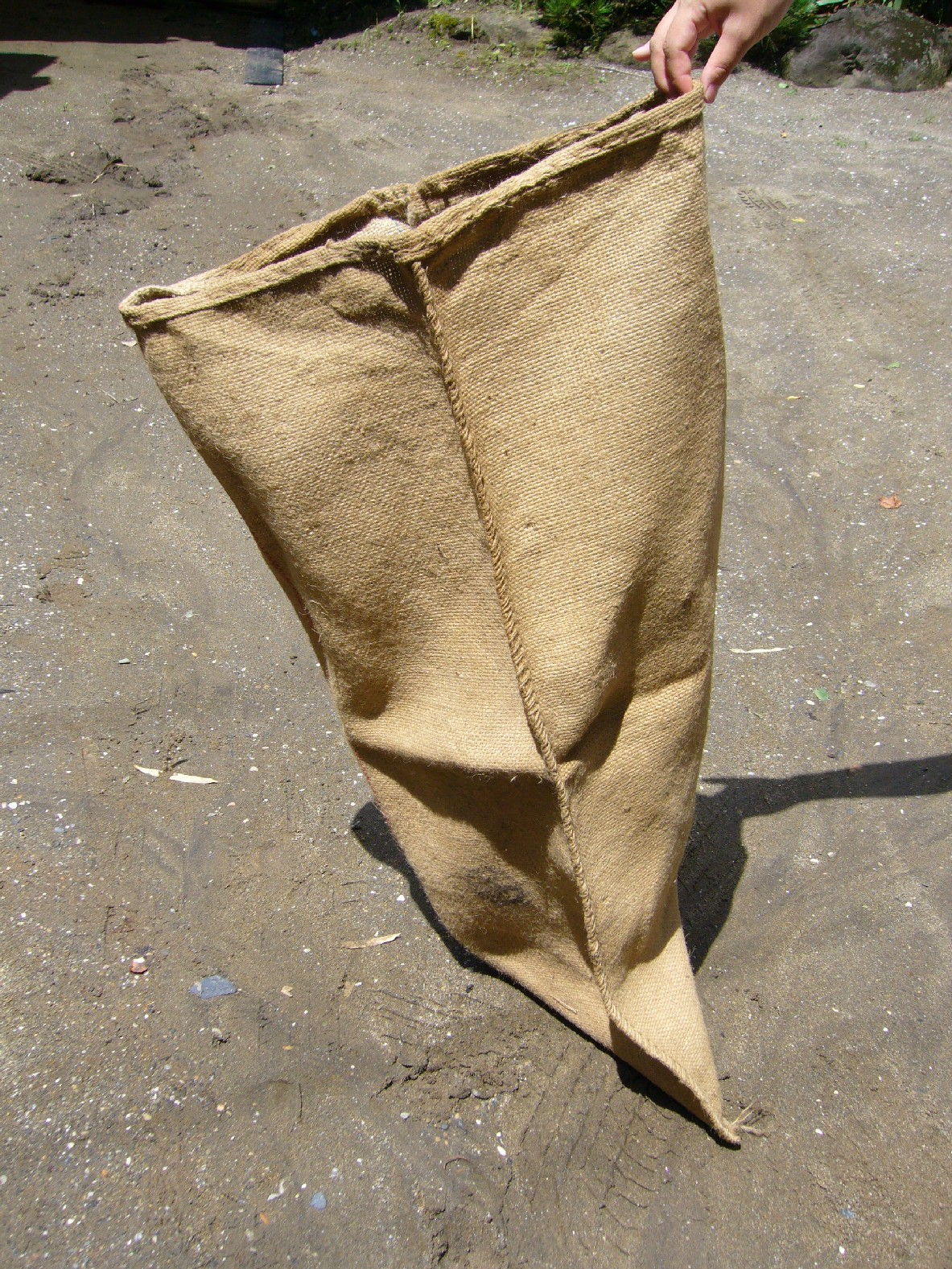
Sack aus Hanfgewebe, Japan
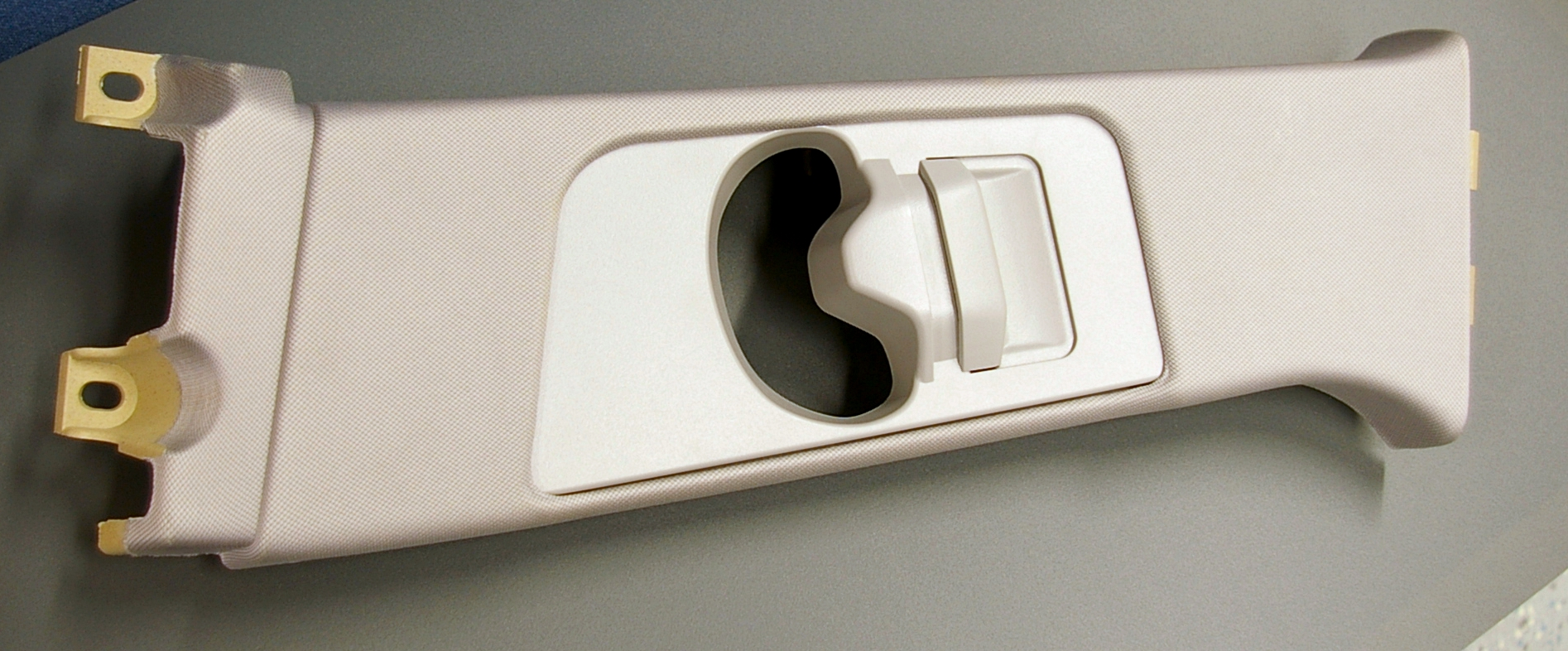
B-Säule aus hanffaserverstärktem Kunststoff (Matrix Polypropylen PP)
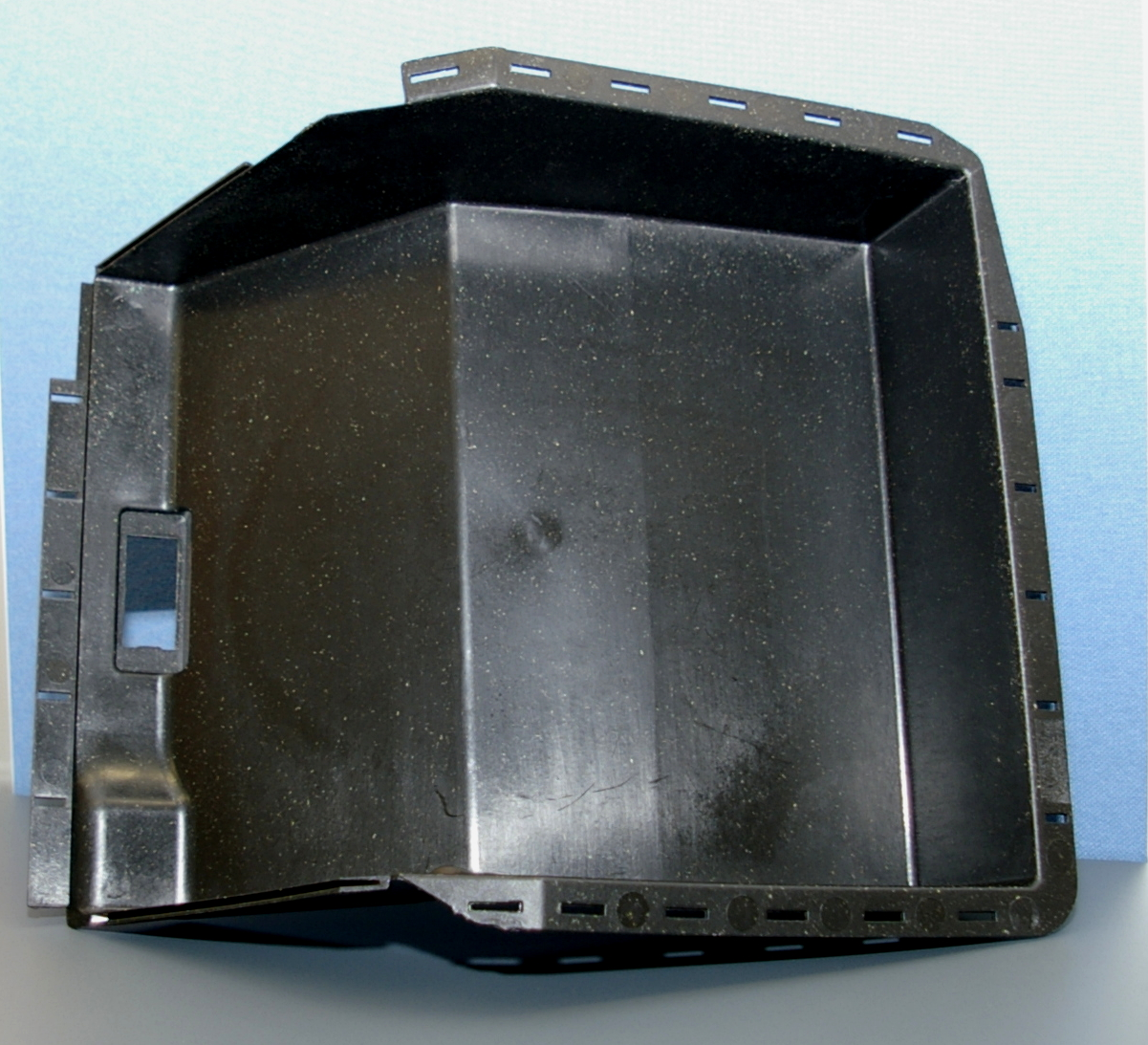
Handschuhfach aus hanffaserverstärktem Kunststoff (Matrix Polypropylen PP)

## Nebenprodukte

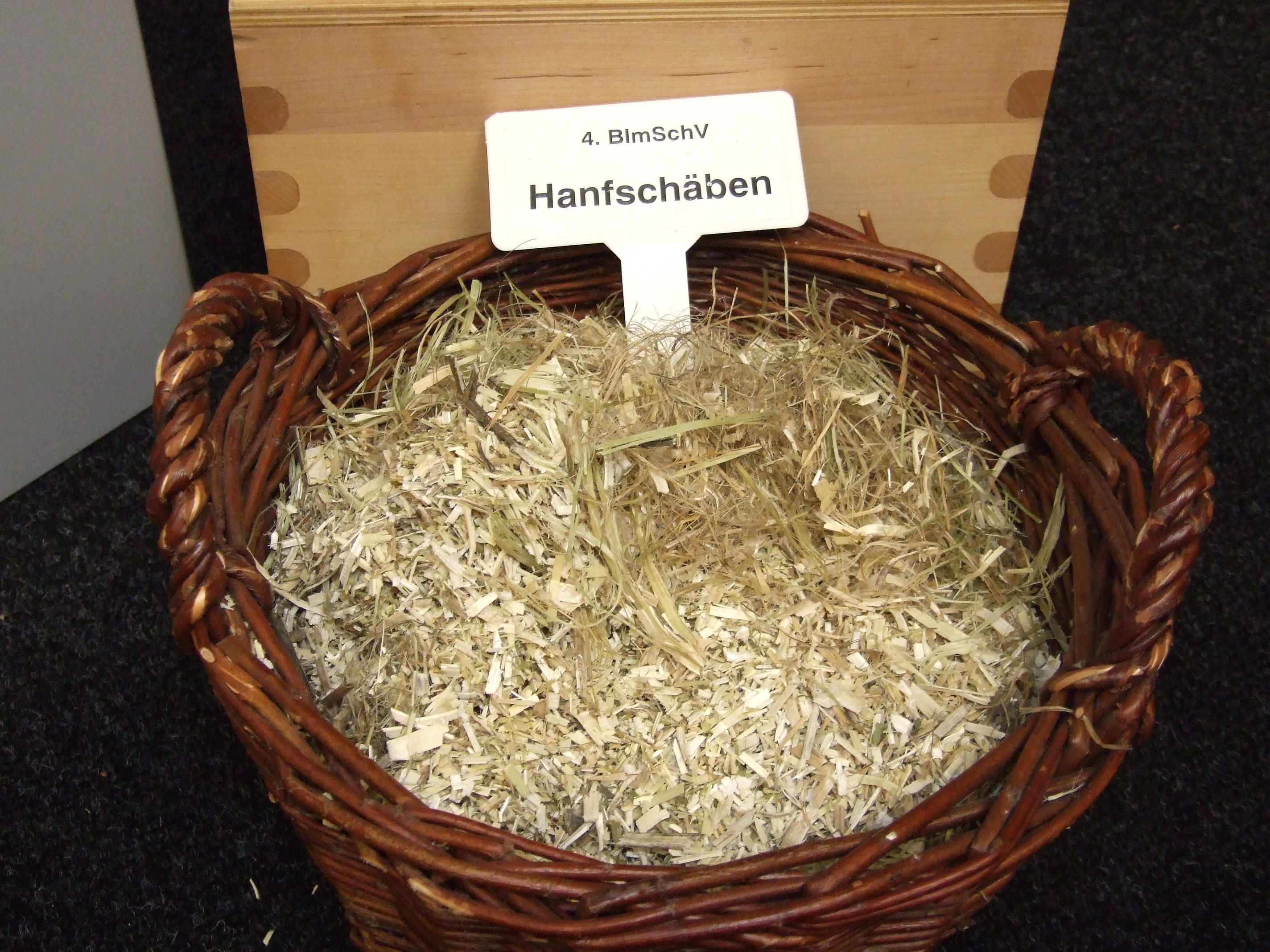
Schäben

Bei der Produktion von Hanffasern fallen als Nebenprodukt Schäben an. Sie sind die Reste der verholzten Pflanzenteile, die sich nicht zur Fasergewinnung verwenden lassen. Sie fallen in großer Menge an und haben dadurch erheblichen Anteil an der Wertschöpfung bei der Hanffaserverarbeitung. Die 31.000 Tonnen Hanfschäben, die 2003 von europäischen Hanfbauern produziert wurden, finden vor allem als Einstreu Verwendung. Pferdebesitzer schätzen besonders die Absorptionsfähigkeit und leichte Kompostierbarkeit der Einstreu aus Hanf. Auch als Baustoff lassen sich die Schäben einsetzen, gemischt mit Branntkalk und Sand.
Auch die Superkurzfasern mit ihrer Länge von wenigen Millimetern bis zu einem Zentimeter stellen Nebenprodukte oder Verluste des Hanffaseraufschlusses dar. Sie können in der Regel nicht wie Kurzfasern verwendet werden. Superkurzfasern werden vor allem als Ballaststoffe dem Viehfutter beigemischt, eine alternative Verwendung ist ihre Nutzung als Verstärkungsfasern in Spritzgusskunststoffen.
Vollprodukte des Nutzhanfs neben der Faser sind Hanfsamen, Hanföl sowie ätherisches Hanföl.